# ژنتیک نئاندرتال

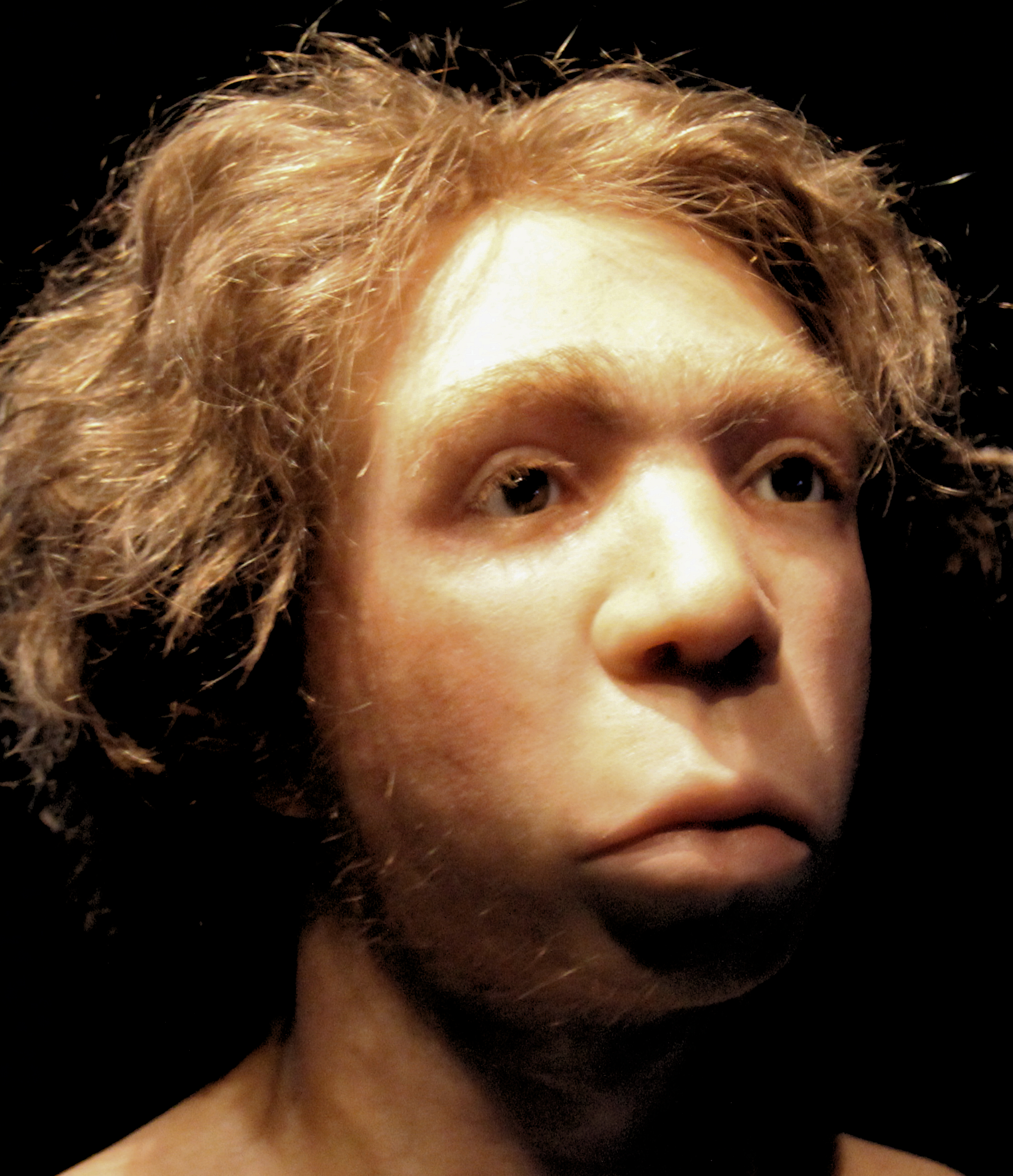
بازسازی جمجمه یک نئاندرتال

ژنتیک نئاندرتال (انگلیسی: Neanderthal genetics)، تقریباً ۲۰ درصد از دی‌ان‌ای (DNA) نئاندرتال در انسان امروزی باقی مانده است. با این حال، یک انسان منفرد دارای میانگین حدود ۲٪ دی‌ان‌ای نئاندرتال به‌طور کلی با برخی از کشورها و پیشینه‌ها دارای حداکثر ۳٪ در هر انسان است.
مطالعات ژنتیکی روی نئاندرتال دیرینه دی‌ان‌ای در اواخر دهه ۱۹۹۰ امکان‌پذیر شد. پروژه ژنوم نئاندرتال، که در سال ۲۰۰۶ تأسیس شد، اولین ژنوم نئاندرتال را با توالی کامل در سال ۲۰۱۳ ارائه کرد.
زمان واگرایی بین دودمان نئاندرتال و انسان مدرن بین ۷۵۰۰۰۰ تا ۴۰۰۰۰۰ سال پیش تخمین زده می‌شود.
زمان اخیر توسط Endicott و همکاران پیشنهاد شده است. (2010) و ریو و همکاران (2014).
زمان قابل توجهی عمیق‌تر از موازی سازی، همراه با رویدادهای مکرر اختلاط اولیه، توسط راجرز و همکاران محاسبه شد. (۲۰۱۷).;
پژوهشگران به سؤال آمیختگی احتمالی بین نئاندرتال‌ها و انسان‌های مدرن از نظر آناتومی (انسان مدرن) (AMH) از مطالعات باستان‌شناسی اولیه در دهه ۱۹۹۰ پرداختند. در اواخر سال ۲۰۰۶، هیچ مدرکی برای آمیختگی یافت نشد. در اواخر سال ۲۰۰۹، تجزیه و تحلیل حدود یک سوم از ژنوم کامل فرد آلتای «هیچ نشانه ای از ترکیب» را نشان نداد. نوع میکروسفالین رایج در خارج از آفریقا، که منشأ نئاندرتالی است و مسئول رشد سریع مغز در انسان است، در نئاندرتال‌ها یافت نشد. نه یک نوع MAPT (پرورش تاو) بسیار قدیمی عمدتاً در اروپایی‌ها یافت نشد. با این حال، مطالعات جدیدتر به این نتیجه رسیده‌اند که جریان ژن بین نئاندرتال‌ها و AMH چندین بار در طول هزاران سال رخ داده است.
شواهد مثبت برای مواد افزودنی برای اولین بار در مه ۲۰۱۰ منتشر شد. مواد ژنتیکی به ارث رسیده از نئاندرتال‌ها در تمام جمعیت‌های آفریقایی غیرصحرای آفریقا یافت می‌شود و در ابتدا گزارش شد که ۱ تا ۴ درصد از ژنوم را شامل می‌شود. این کسر به ۱٫۵ تا ۲٫۱ درصد پالایش شد.
تحلیل‌های بیشتر نشان می‌دهد که جریان ژن نئاندرتال حتی در جمعیت‌های آفریقا قابل تشخیص است، که نشان می‌دهد برخی از گونه‌های به‌دست‌آمده از نئاندرتال‌ها مزیت بقا دارند.